# دبستان دهخدا
دبستان دهخدا مربوط به دوره پهلوی اول است و در سراوان، خیابان امام خمینی، مدرسه ۲۲ بهمن یا دهخدا واقع شده و این اثر در تاریخ ۲۵ مهر ۱۳۸۳ با شمارهٔ ثبت ۱۱۲۱۷ به‌عنوان یکی از آثار ملی ایران به ثبت رسیده است.